# Dubbelkapel (architectuur)

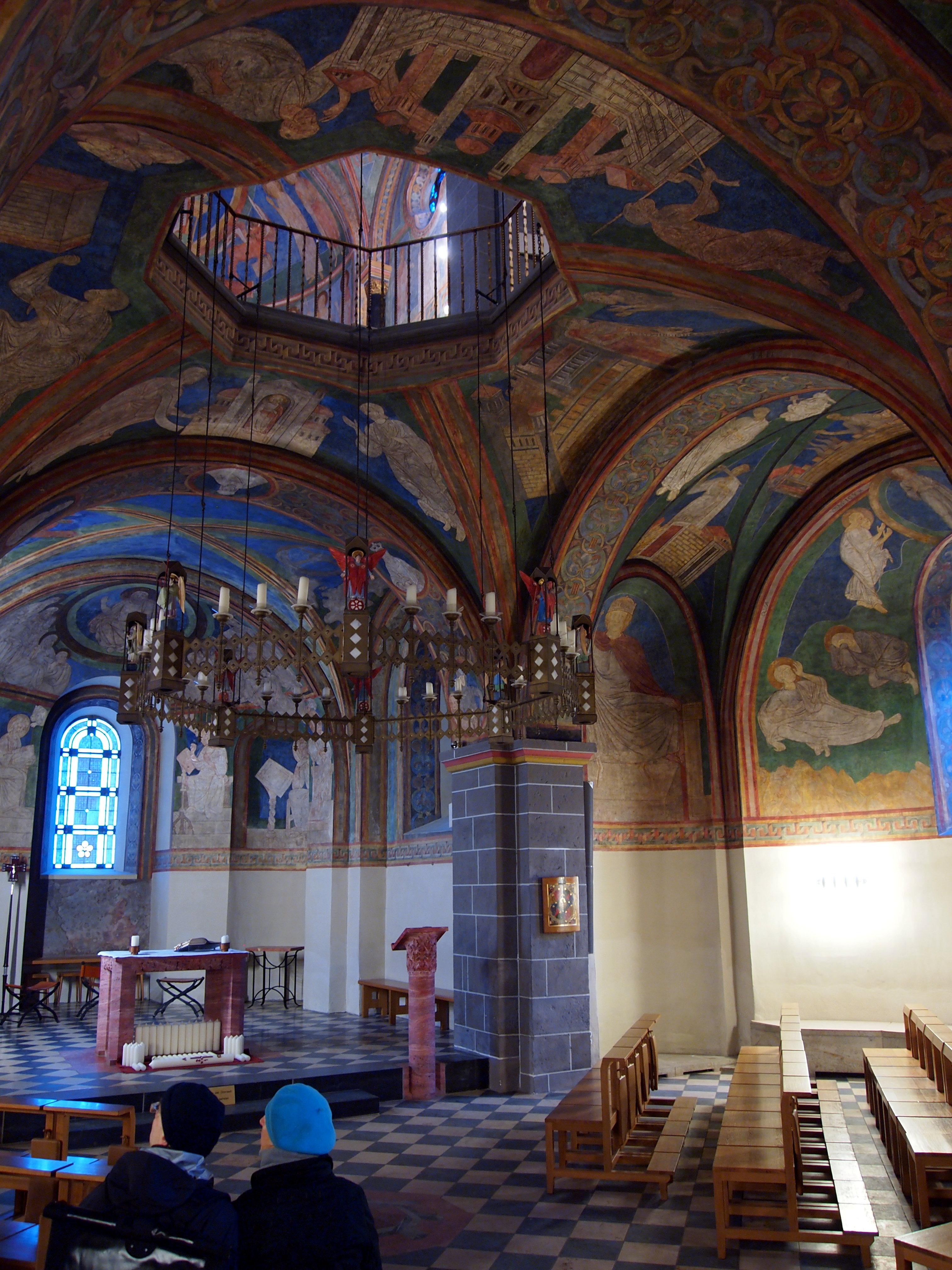
Zicht vanuit de benedenkapel op de bovenkapel van de Sint-Clemenskerk in Bonn-Schwarzrheindorf

Een dubbelkapel of dubbelkerk is een kapel of kerkgebouw met twee verdiepingen, die geheel of gedeeltelijk van elkaar gescheiden zijn.

## Drie types

### Complete scheiding
Bij sommige dubbelkapellen zijn de verdiepingen compleet gescheiden en bestaat er slechts een verbinding door middel van een trappenhuis. Op die manier kunnen tegelijkertijd twee gescheiden kerkdiensten in hetzelfde gebouw plaatsvinden. Dit type is veel toegepast in de 19e en begin 20e eeuw, waarbij de benedenkapel of -kerk vaak de functie van openbaar toegankelijke crypte, mausoleum of bedevaartkapel had. In het kloosterdorp Steyl (bij Venlo) zijn drie van dergelijke kapellen te vinden. Zo fungeert in het Missiehuis St. Michaël de benedenkapel als mausoleum van de heilig verklaarde pater Arnold Janssen en tevens als aanbiddingskapel voor pelgrims, en is de bovenkapel (in feite een forse kerk) gereserveerd voor de paters van het missiehuis. De Basiliek van het Heilig Bloed in Brugge is een ouder voorbeeld van een dubbelkapel met twee volledig gescheiden kapellen: beneden de romaanse Sint-Basiliuskapel en boven de gotische Heilig Bloedkapel. De 11e-eeuwse Dubbelkapel in de kruisgang van de Sint-Servaasbasiliek in Maastricht heet wel zo, maar is eigenlijk een geval apart, omdat alleen van de bovenverdieping vaststaat dat deze als kapel werd gebruikt (de benedenverdieping was de schatkamer of "heiligdommenkapel").

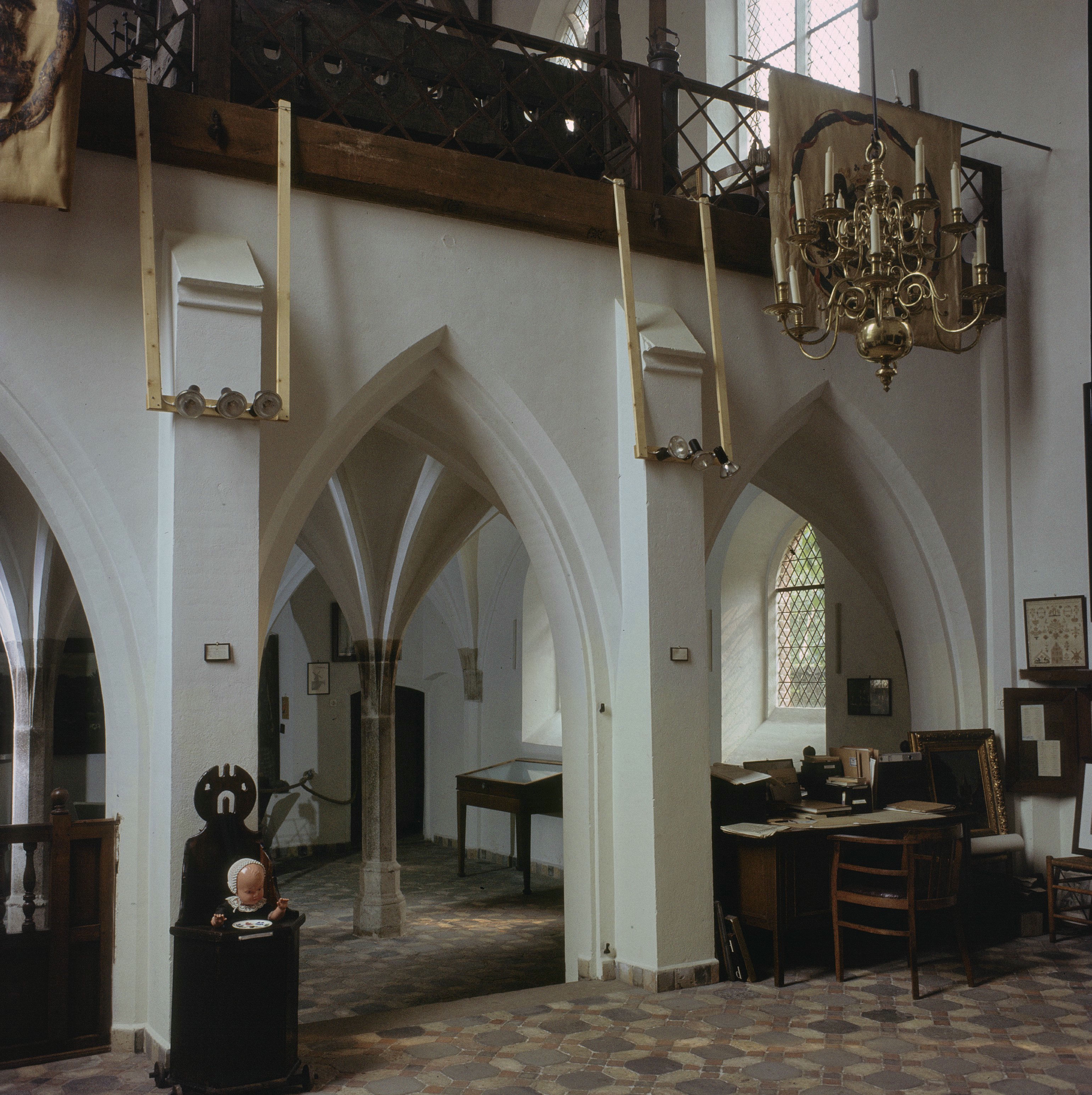
Agnietenkloosterkapel, Elburg. Zicht vanuit het koor op het publieke deel (onder de gewelven) en het "nonnenkoor" daarboven

### Gedeeltelijke scheiding
De verdiepingen in een dubbelkapel kunnen door een open gedeelte met elkaar verbonden zijn, waardoor gezamenlijke kerkdiensten kunnen plaatsvinden met gescheiden groepen toehoorders. Meestal is het kerkschip verticaal in tweeën gedeeld en neemt het priesterkoor de volledige hoogte in. Dit type dubbelkapel werd veel toegepast bij (middeleeuwse) kloosterkerken en -kapellen, met name bij nonnenkloosters, waarbij de kloosterzusters vanaf de bovenverdieping de mis bijwoonden en het gewone volk beneden zat. In een stad als Maastricht bestonden/bestaan minstens acht dubbelkapellen, de meeste met een gemeenschappelijk priesterkoor: de zusterkapel van de Beyart, de Sint-Andrieskerk, de Nieuwenhofkapel, de Annunciatenkapel, de Bonnefantenkerk, de Calvariekapel, de Miséricordekapel en de kloosterkapel van de Zusters van het Arme Kind Jezus. Alleen van de laatste twee is niet duidelijk hoe de ruimtelijke indeling er precies uitzag. Ook elders in de Nederlanden bestond dit type kapel, met name bij zusterkloosters van de Agnietenorde. Voorbeelden zijn de Agnietenkapel in Amsterdam (de bakermat van de Universiteit van Amsterdam), de Agnietenkapel in Utrecht (thans Centraal Museum), de Agnietenkapel in Elburg (thans onderdeel van Museum Elburg) en de Agnietenkapel in Breda (thans Holland Casino).

### Tussenvorm
Een tussenvorm van deze twee types is een constructie, waarbij de verbinding tussen boven- en benedenkapel wordt gevormd door een ronde opening in het gewelf van de benedenkapel. Bij dit type dubbelkapel bezitten beide verdiepingen een apart priesterkoor. Een voorbeeld van dit type is te zien in de paltskapel van de Keizerpalts Goslar. Een ander voorbeeld is de 12e-eeuwse Sint-Clemenskerk in Bonn-Schwarzrheindorf. In Nederland en België zijn van dit type geen voorbeelden bekend.

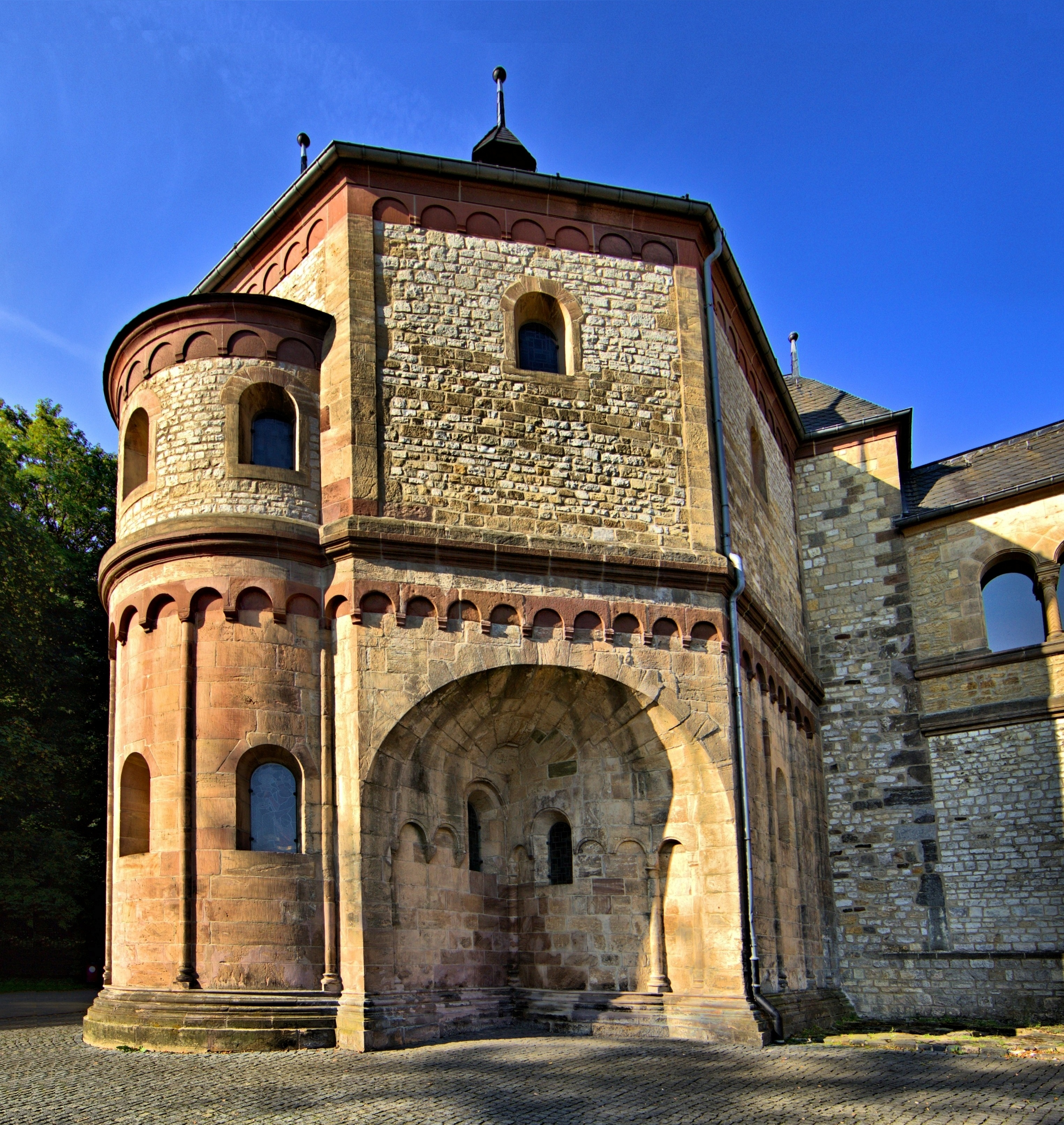
Paltskapel, Goslar
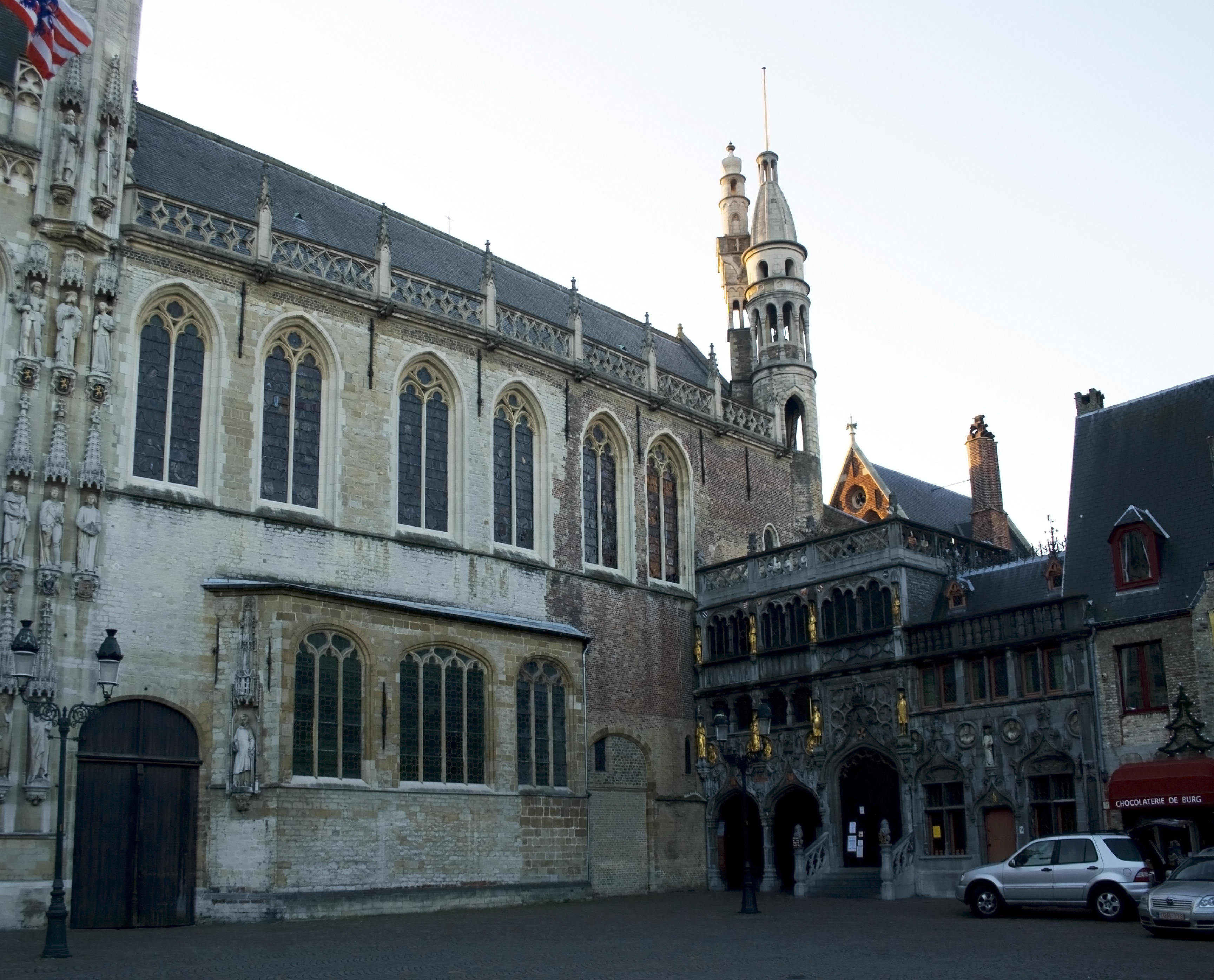
Heilig Bloedbasiliek, Brugge
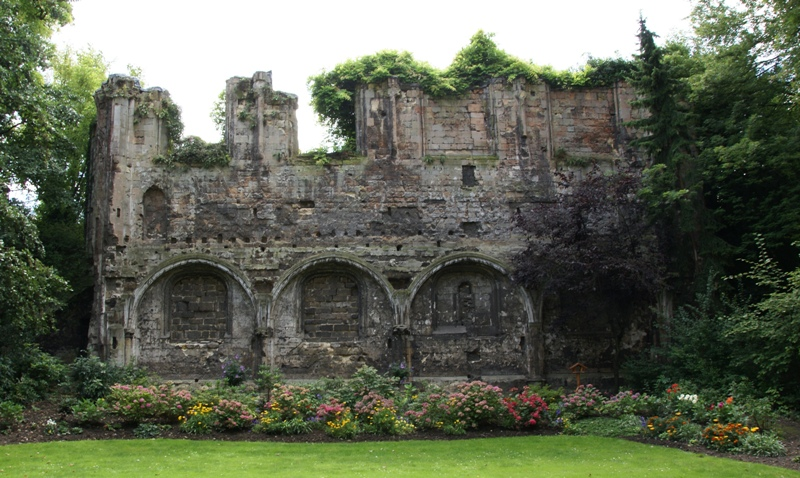
Ruïne Beyartkapel, Maastricht
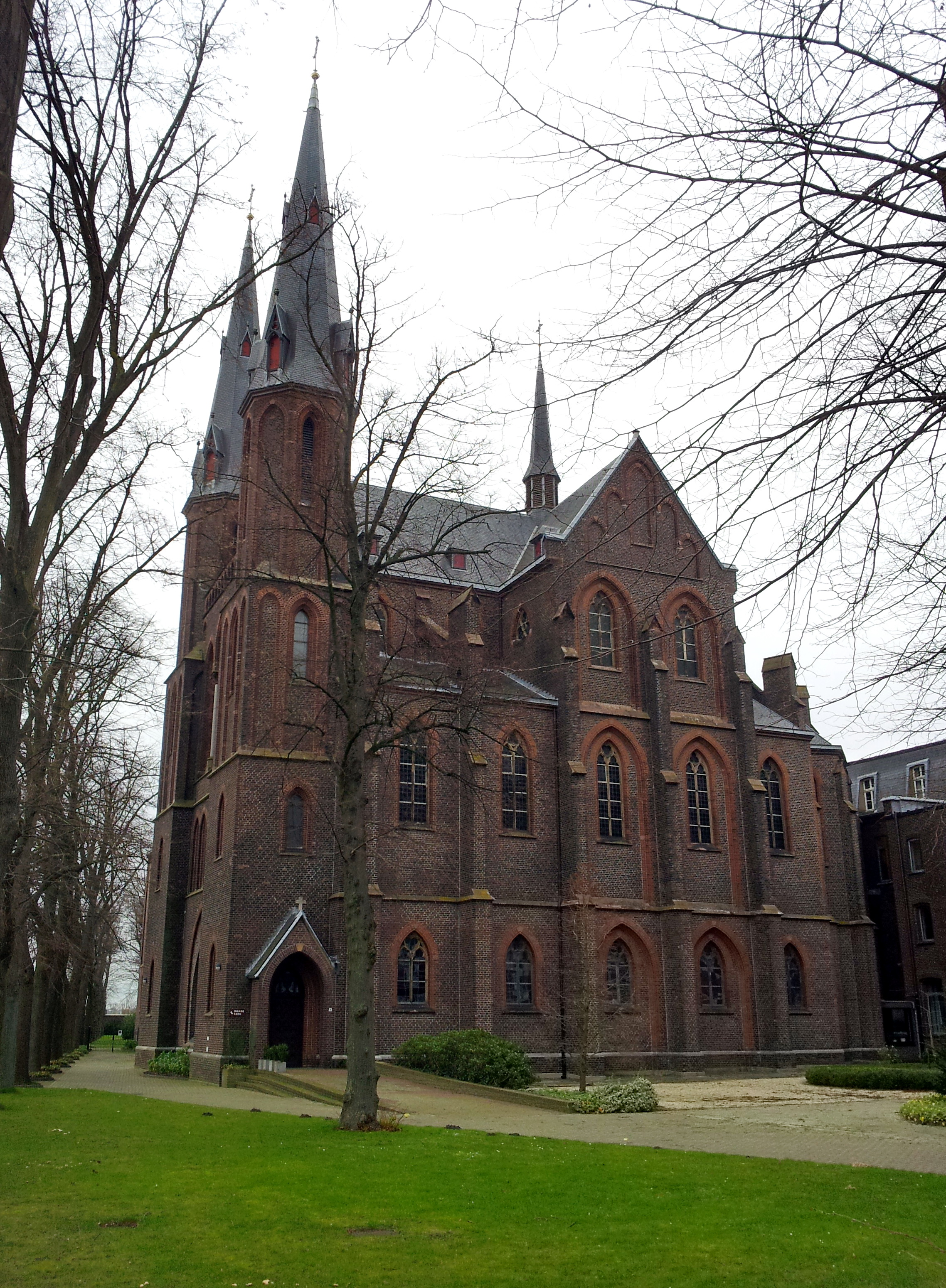
Kloosterkerk Missiehuis Steyl